# Always, Always
Always, Always è il terzo album in studio collaborativo dei cantanti statunitensi Porter Wagoner e Dolly Parton, pubblicato nel 1969.

## Tracce
Side 1
1. Milwaukee, Here I Come – 2:12 (Lee Fikes)
2. Yours Love – 2:23 (Harlan Howard)
3. I Don't Believe You've Met My Baby – 2:11 (Autry Inman)
4. Malena – 2:21 (Dolly Parton)
5. The House Where Love Lives – 2:00 (Leona Reese)
6. Why Don't You Haul Off & Love Me – 1:50 (Wayne Raney, Lonnie Glosson)

Side 2
1. Always, Always – 2:35 (Joyce McCord)
2. There Never Was a Time – 2:25 (Myra Smith, Margaret Lewis)
3. Good As Gold – 2:20 (Paul Martin)
4. My Hands Are Tied – 2:31 (Parton)
5. No Reason to Hurry Home – 2:24 (Parton)
6. Anything's Better Than Nothing – 2:11 (Marie Wilson)